# شهرداری‌های سوئد

مرزهای شهرداری سوئد

شهرداری‌های سوئد (به سوئدی: Sveriges kommuner) نهادهای سیاسی محلی هستند که حق تصمیم‌گیری مستقل در امور خود را دارند. در عین حال، آنها مسئولیت اجرای سیاست‌های دولتی و پارلمانی را بر عهده دارند. سوئد دارای ۲۹۰ شهرداری با مسئولیت‌های زیر است:
۱. مدیریت دوره‌های پیش‌دبستانی، دبستان و دبیرستان
۲. امور مراقبت از سالمندان
۳. امور مراقبت از معلولان
۴. خدمات آتش‌نشانی و اورژانس
۵. آب و فاضلاب
۶. کتابخانه‌های عمومی
۷. حمل و نقل عمومی (با همکاری شوراهای استانی)
بودجه فعالیت‌های شهرداری از طریق مالیات‌های شهری، بودجه دولتی و عوارض شهرداری طبق قانون دولت محلی سوئد تأمین می‌شود. همچنین قوانین دیگری برای تنظیم کار شهرداری‌ها وجود دارد، از جمله قانون خدمات اجتماعی سوئد، قانون برنامه‌ریزی شهری و زمین‌شهری سوئد و قانون مدارس سوئد.